# 亜硝酸塩

亜硝酸イオンの構造式。

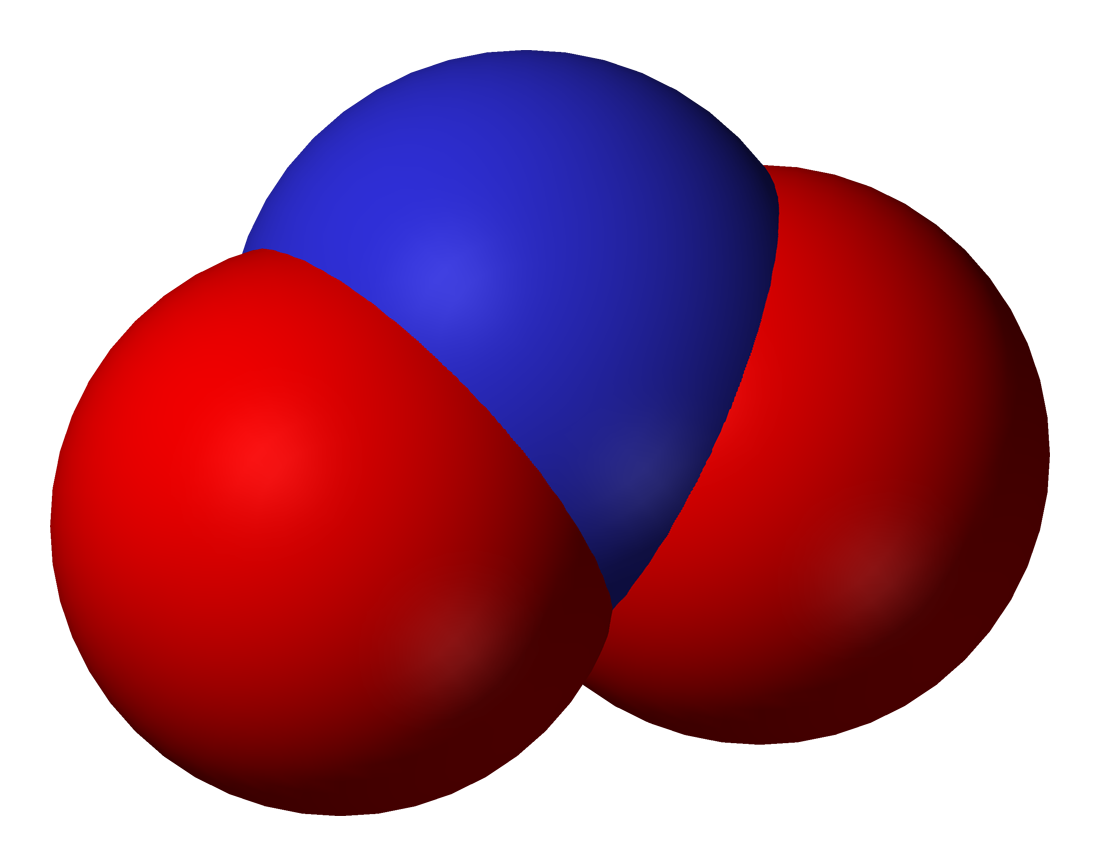
亜硝酸イオンの空間充填モデル。

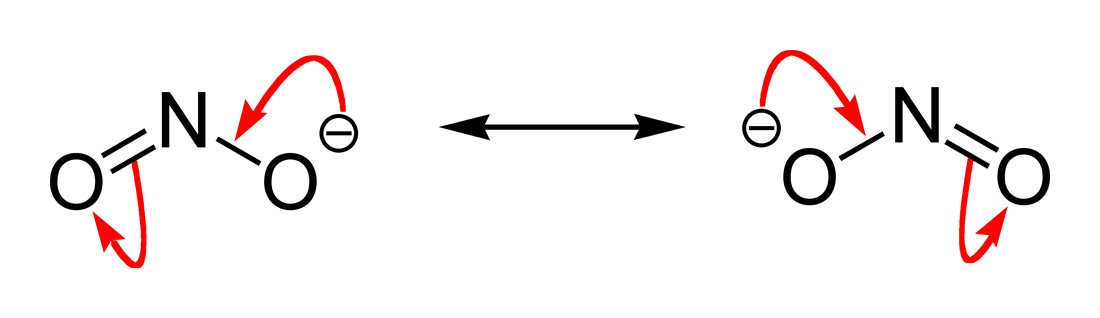
亜硝酸イオンの共鳴構造。

亜硝酸塩（あしょうさんえん、英: Nitrite）は、亜硝酸イオン NO2- をもつ塩である。英語の nitrite は、亜硝酸塩、亜硝酸イオン、亜硝酸エステルのいずれか指す。
亜硝酸イオンは錯体を形成する場合にアンビデントな配位子して働き、窒素原子で配位する場合はニトロ、酸素原子で配位する場合はニトリトと呼ばれる。
代表的な亜硝酸塩に亜硝酸ナトリウムや亜硝酸カリウムがある。

## 合成
アルカリ金属およびアルカリ土類金属の亜硝酸塩は、一酸化窒素と二酸化窒素の混合物に対応する金属の水酸化物を反応させることによって合成することができる。また、対応する硝酸塩の熱分解でも合成できる。この他の亜硝酸塩は、対応する硝酸塩の還元によって合成できる。

## 主な亜硝酸塩
- 亜硝酸アンモニウム（[NH
4]NO
2）
- 亜硝酸カリウム（KNO2）
- 亜硝酸ナトリウム（NaNO2）

## 生体作用
低酸素条件下では、亜硝酸塩は血管拡張作用を持つ一酸化窒素を遊離する。亜硝酸塩の一酸化窒素への変換のメカニズムは、キサンチンオキシドレダクターゼ、ミトコンドリア、そして一酸化窒素シンターゼ(NOS)による酵素的還元によって表現される。
多くのバクテリアは亜硝酸塩を一酸化窒素またはアンモニアに還元することができる。

## 毒性について
亜硝酸塩と硝酸塩は体内摂取後や調理によりアミノ酸と反応してニトロソアミンを生成する。ニトロソアミンはWHOのIARCにより「おそらく人間での発がん性がある」"Probably carcinogenic to humans" (Group 2A)に分類されている。
亜硝酸塩はハムやソーセージなどの保存食のボツリヌス症の予防の為、菌の芽胞の発芽を防ぐ目的で今でも添加されている。硝酸塩は野菜などに自然に含まれ、摂取後に体内で亜硝酸塩へと変化する。特に肥料を必要以上に与えられると多くの硝酸塩を蓄積する。
その亜硝酸塩である亜硝酸ナトリウムに関して、過去に毒性の問題があるとされていたが、亜硝酸塩とタンパク質に含まれるアミン類が反応した時にニトロソアミン体となり、発ガン性が高いと指摘されている物質へと変化する。アミン類も食品にも存在するものであり、同時摂取は注意を喚起されている。
亜硝酸イオンがヘモグロビンの2価鉄を3価に酸化し、酸素運搬機能がないメトヘモグロビンを生成しメトヘモグロビン血症（ブルー・ベビー症候群）の原因となる。
植物は空気中の窒素を直接、根から吸収して利用できないため、窒素固定菌がいない環境では生育できない。これを補うため、窒素肥料の中には硝酸態窒素が大量に含まれている。硝酸態窒素を含む肥料が大量に施肥された結果、ミネラルウォーターとして市販されている物も含む地下水が硝酸態窒素に汚染されたり、葉物野菜の中に大量の硝酸態窒素が残留するといった環境問題が起こっている。人間を含む動物が硝酸態窒素を大量に摂取すると、体内で腸内細菌により亜硝酸態窒素に還元され、これが体内に吸収されて血液中のヘモグロビンを酸化してメトヘモグロビンを生成してメトヘモグロビン血症などの酸素欠乏症を引き起こす可能性がある上、2級アミンと結合して発ガン性物質のニトロソアミンを生じる問題が指摘されている。

## 規制値
水質基準等に亜硝酸態窒素の項目が設けられることがある。ただし、地域により亜硝酸塩換算値か亜硝酸態窒素換算値かによる違いがある。換算式は「亜硝酸態窒素濃度（mgN/L）=亜硝酸塩濃度（mg/L）×14/46」である。

### 亜硝酸塩換算値
世界保健機関のガイドラインやEUなどでは亜硝酸塩換算値を採用する。
世界保健機関亜硝酸イオンについては、WHO（世界保健機関）が慢性毒性基準として0.06mg/ℓ、急性毒性基準として0.9mg/ℓを定めた。
EU野菜に含まれる硝酸および亜硝酸イオンの上限を夏期2,500mg/kg冬期3,000mg/kgと定めたが、日本では食品に対する安全基準値は無い。

### 亜硝酸態窒素換算値
日本やアメリカ合衆国、シンガポールなどでは亜硝酸態窒素換算値を採用する。
日本1998年6月に水道水基準、環境基準項目で硝酸および亜硝酸イオンの和を10mg/ℓ、また亜硝酸イオン単独で0.05mg/ℓと定めた。2014年4月1日厚生労働省令第15号が改正され亜硝酸態窒素に係る水質基準値が加えられた。